# Seznam českých hráčů v NHL v sezóně 2019/2020
Toto je seznam hráčů Česka, kteří se objevili v NHL v sezóně 2019/2020.
Po zkárcení základní části se do play off nedostalo těchto 7 klubů Detroit Red Wings, Ottawa Senators, San Jose Sharks, Los Angeles Kings, Anaheim Ducks, Buffalo Sabres a New Jersey Devils
- Nehráli play-off

| Klub                         | Hráč                                                                        | Link             | Play off                                                 |
| Pacifická divize             | Pacifická divize                                                            | Pacifická divize | Pacifická divize                                         |
| ---------------------------- | --------------------------------------------------------------------------- | ---------------- | -------------------------------------------------------- |
| Anaheim Ducks                | nikdo                                                                       | Zde              | Ne                                                       |
| Arizona Coyotes              | nikdo                                                                       | Zde              | Osmifinále prohra 1:4 na zápasy s Colorado Avalanche     |
| Calgary Flames               | Michael Frolík (přestup do Buffalo Sabres) • David Rittich                  | Zde              | Osmifinále prohra 2:4 na zápasy s Dallas Stars           |
| Edmonton Oilers              | nikdo                                                                       | Zde              | Kvalifikace prohra 1:3 na zápasy s Chicago Blackhawks    |
| Los Angeles Kings            | Martin Frk                                                                  | Zde              | Ne                                                       |
| San Jose Sharks              | Tomáš Hertl • Radim Šimek • Lukáš Radil - odchod do HK Spartak Moskva (KHL) | Zde              | Ne                                                       |
| Vancouver Canucks            | nikdo                                                                       | Zde              | Čtvrtfinále prohra 3:4 na zápasy s Vegas Golden Knights  |
| Vegas Golden Knights         | Tomáš Nosek                                                                 | Zde              | Semifinále prohra 1:4 na zápasy s Dallas Stars           |
| Centrální divize             |                                                                             |                  |                                                          |
| Chicago Blackhawks           | Dominik Kubalík • David Kämpf                                               | Zde              | Osmifinále prohra 1:4 na zápasy s Vegas Golden Knights   |
| Colorado Avalanche           | Pavel Francouz • Martin Kaut                                                | Zde              | Čtvrtfinále prohra 3:4 na zápasy s Dallas Stars          |
| Dallas Stars                 | Radek Faksa • Martin Hanzal • Roman Polák                                   | Zde              | Finále prohra 2:4 na zápasy s Tampa Bay Lightning        |
| Minnesota Wild               | nikdo                                                                       | Zde              | Kvalifikace prohra 1:3 na zápasy s Vancouver Canucks     |
| Nashville Predators          | nikdo                                                                       | Zde              | Kvalifikace prohra 1:3 na zápasy s Arizona Coyotes       |
| St. Louis Blues              | nikdo                                                                       | Zde              | Osmifinále prohra 2:4 na zápasy s Vancouver Canucks      |
| Winnipeg Jets                | nikdo                                                                       | Zde              | Kvalifikace prohra 1:3 na zápasy s Calgary Flames        |
| Atlantická divize            |                                                                             |                  |                                                          |
| Boston Bruins                | David Krejčí • David Pastrňák • Jakub Zbořil • Ondřej Kaše                  | Zde              | Čtvrtfinále prohra 1:4 na zápasy s Tampa Bay Lightning   |
| Buffalo Sabres               | Michael Frolík • Vladimír Sobotka                                           | Zde              | Ne                                                       |
| Detroit Red Wings            | Filip Hronek • Filip Zadina                                                 | Zde              | Ne                                                       |
| Florida Panthers             | nikdo                                                                       | Zde              | Kvalifikace prohra 1:3 na zápasy s New York Islanders    |
| Montreal Canadiens           | nikdo                                                                       | Zde              | Osmifinále prohra 2:4 na zápasy s Philadelphia Flyers    |
| Ottawa Senators              | Filip Chlapík                                                               | Zde              | Ne                                                       |
| Tampa Bay Lightning Vítěz SC | Ondřej Palát • Jan Rutta                                                    | Zde              | Finále výhra 4:2 na zápasy s Dallas Stars                |
| Toronto Maple Leafs          | nikdo                                                                       | Zde              | Kvalifikace prohra 2:3 na zápasy s Columbus Blue Jackets |
| Metropolitní divize          |                                                                             |                  |                                                          |
| Carolina Hurricanes          | Martin Nečas • Petr Mrázek                                                  | Zde              | Osmifinále prohra 1:4 na zápasy s Boston Bruins          |
| Columbus Blue Jackets        | nikdo                                                                       | Zde              | Osmifinále prohra 1:4 na zápasy s Tampa Bay Lightning    |
| New Jersey Devils            | Pavel Zacha                                                                 | Zde              | Ne                                                       |
| New York Islanders           | nikdo                                                                       | Zde              | Semifinále prohra 2:4 na zápasy s Tampa Bay Lightning    |
| New York Rangers             | Libor Hájek • Filip Chytil                                                  | Zde              | Kvalifikace prohra 0:3 na zápasy s Carolina Hurricanes   |
| Philadelphia Flyers          | Jakub Voráček                                                               | Zde              | Čtvrtfinále prohra 3:4 na zápasy s New York Islanders    |
| Pittsburgh Penguins          | Dominik Simon                                                               | Zde              | Kvalifikace prohra 1:3 na zápasy s Montreal Canadiens    |
| Washington Capitals          | Radko Gudas • Michal Kempný • Jakub Vrána                                   | Zde              | Osmifinále prohra 1:4 na zápasy s New York Islanders     |